# Alexandre Alphonse
Pour les articles homonymes, voir Alphonse.
Alexandre Alphonse, né le 17 juin 1982 à Saint-Leu-la-Forêt, est un ancien footballeur français évoluant au poste d'attaquant entre 2002 et 2019.

## Biographie
Joueur formé très jeune dans un club amateur situé à Sannois, la G.A.F.E.P, puis au CSM Eaubonne, il rejoint par la suite Saint Leu en région parisienne. 
Philippe Romieu lui propose de rejoindre Sedan, mais le jeune joueur s'oriente vers Grenoble. Ne jouant aucun match en équipe première, il est prêté lors de la saison 2003-2004, au club suisse de Carouge afin que les dirigeants grenoblois puissent suivre régulièrement ses prestations. Après son prêt, il résilie son contrat avec Grenoble et s'engage avec le FC La Chaux-de-Fonds. 
Auteur d'une bonne saison (il marque 17 buts), il est recruté à l'été 2005 par le FC Zurich. Troisième attaquant du club derrière Rafael et Alhassane Keita, il trouve petit à petit ses marques et devient titulaire. Avec le club zurichois, il remporte trois fois le championnat suisse (2006, 2007, 2009) et participe à la Ligue des Champions. Son club est éliminé au deuxième tour préliminaire de l'édition 2006-2007 et au troisième tour de qualification la saison suivante. Reversé en Coupe UEFA, Zurich est ensuite éliminé en seizièmes de finale. Lors de la C1 2009-2010, Zurich se qualifie pour la phase de groupes. Alphonse inscrit un but lors d'une défaite 6-1 à Marseille. 
Le 24 janvier 2012, il profite du mercato hivernal pour revenir en France en signant à Brest qui cherche un remplaçant à Nolan Roux, parti à Lille. Il s'engage pour deux saisons et demie pour un montant estimé à 500 000 euros,. Après quelques matchs joués en Ligue 1, il subit une grave blessure au tendon d'Achille qui l'empêche de jouer pendant environ un an et demi. Il effectue au cours de la saison 2013-2014 et réalise de bonnes performances qui coïncident avec la fin de saison très réussie du Stade brestois. En fin de contrat à la fin de cette saison, il prolonge de deux années son contrat avec le club breton. 
Il évolue au sein de la sélection de la Guadeloupe lors de la Gold Cup 2009.
Le 5 juillet 2016, il s'entend avec le Servette FC pour une durée d'une saison, assorti d'une option pour une saison supplémentaire. Mi-juin 2019, il met un terme à sa carrière et intègre l’académie du Servette FC pour la saison 2019/2020 en tant qu’assistant des M21.
En janvier 2021, il entre dans le staff du Servette FC où il sera l'entraîneur des attaquants.
Début août 2025, il succède par intérim avec Bojan Dimic à Thomas Häberli limogé par le Servette.

## Carrière
| Saison      | Club                     | Pays   | Championnat      | Championnat | Championnat | Championnat  | Championnat  | Coupes nationales | Coupes nationales | Coupe d'Europe | Coupe d'Europe | Coupe d'Europe | Guadeloupe | Guadeloupe |
| Saison      | Club                     | Pays   | Division         | Matchs      | Buts        | Cartons      | Cartons      | Matchs            | Buts              | Type           | Matchs         | Buts           | Matchs     | Buts       |
| ----------- | ------------------------ | ------ | ---------------- | ----------- | ----------- | ------------ | ------------ | ----------------- | ----------------- | -------------- | -------------- | -------------- | ---------- | ---------- |
| Saison      | Club                     | Pays   | Division         | Matchs      | Buts        | Carton jaune | Carton rouge | Matchs            | Buts              | Type           | Matchs         | Buts           | Matchs     | Buts       |
| 2002 - 2003 | Grenoble Foot 38         | France | Ligue 2          | 0           | 0           | -            | -            | -                 | -                 | -              | -              | -              | -          | -          |
| 2003 - 2004 | Etoile Carouge FC (prêt) | Suisse | 1re Ligue        | 25          | 19          | -            | -            | -                 | -                 | -              | -              | -              | -          | -          |
| 2004 - 2005 | La Chaux-de-Fonds        | Suisse | Challenge League | 37          | 17          | -            | -            | -                 | -                 | -              | -              | -              | -          | -          |
| 2005 - 2006 | FC Zurich                | Suisse | Super League     | 21          | 8           | 2            | 0            | 9                 | 6                 | -              | -              | -              | -          | -          |
| 2006 - 2007 | FC Zurich                | Suisse | Super League     | 21          | 4           | 2            | 0            | -                 | -                 | C1             | 2              | 0              | -          | -          |
| 2007 - 2008 | FC Zurich                | Suisse | Super League     | 29          | 9           | 3            | 0            | 3                 | 1                 | C1+C3          | 1+7            | 1+3            | -          | -          |
| 2008 - 2009 | FC Zurich                | Suisse | Super League     | 30          | 13          | 5            | 0            | 3                 | 0                 | C3             | 4              | 0              | 3          | 1          |
| 2009 - 2010 | FC Zurich                | Suisse | Super League     | 27          | 8           | 7            | 0            | 2                 | 3                 | C1             | 9              | 1              | -          | -          |
| 2010 - 2011 | FC Zurich                | Suisse | Super League     | 26          | 10          | 7            | 0            | 4                 | 3                 | -              | -              | -              | -          | -          |
| 2011 - 2012 | FC Zurich                | Suisse | Super League     | 12          | 3           | 3            | 1            | -                 | -                 | C3             | 6              | 1              | -          | -          |
| 2011 - 2012 | Stade brestois           | France | Ligue 1          | 11          | 1           | 0            | 0            | -                 | -                 | -              | -              | -              | -          | -          |
| 2012 - 2013 | Stade brestois           | France | Ligue 1          | 0           | 0           | 0            | 0            | 0                 | 0                 | 0              | 0              | 0              | 0          | 0          |
| 2013 - 2014 | Stade brestois           | France | Ligue 2          | 21          | 6           | 2            | 1            | 2                 | 1                 | 0              | 0              | 0              | 0          | 0          |
| 2014 - 2015 | Stade brestois           | France | Ligue 2          | 20          | 6           | 2            | 1            | 3                 | 0                 | 0              | 0              | 0              | 0          | 0          |
| 2016 -      | Servette FC              | Suisse | Challenge League |             |             |              |              |                   |                   |                |                |                |            |            |

Au 18 avril 2015
Source : LFP (Ligue de Football Professionnel)

## Palmarès
- Champion de Suisse en 2006, 2007 et 2009 avec le FC Zurich